# Ralph Bakshi
Ralph Bakshi (ur. 29 października 1938 w Hajfie) – amerykański reżyser, scenarzysta filmów animowanych, producent.
Pochodzi z rodziny krymczackiej, która emigrowała z Rosji do Stanów Zjednoczonych. Wychowywał się w Brooklynie, najbiedniejszej dzielnicy największego miasta USA. Uczęszczał do Manhattan High School of Industrial Arts. Pierwsze jego prace powstawały na ścianach domów. Od początku szokował estetyką: agresywne, jaskrawe barwy i obyczajowa prowokacja – obecność seksu, narkomanii, religii, różnych form przemocy, dialogi dalekie od bajkowych zwrotów itd. Nazywany „anty-Disneyem”. Posiada własne studio animacji. W swoich pracach powołuje się przede wszystkim na ekspresjonizm. Jego mistrzowie malarstwa to: Soutine, Matisse, Michał Anioł, Rafael i Picasso. Postacie z jego filmów (m.in. Hekyll and Jekyll, Mighty Mouse) mają czytelne odniesienia.
Znany przede z filmów Kot Fritz (1972) na podstawie komiksu Roberta Crumba i Władca pierścieni (1978) na podstawie powieści J.R.R. Tolkiena.